# Texaspolizei räumt auf
Texaspolizei räumt auf ist ein US-amerikanischer Western aus dem Jahr 1949 mit Jon Hall und Frances Langford in den Hauptrollen. Der Film wurde von Lippert Productions, Inc. produziert und basiert auf dem 1947 veröffentlichten Roman Deputy Marshal von Charles Heckelmann.

## Handlung
Der alte Doc Vinson erzählt über Ereignisse aus seiner Stadt Tumult in Wyoming. Kurz vor der Jahrhundertwende reist Harvey Masters nach Tumult. Er hat eine Karte für eine geplante Eisenbahn-Erweiterung bei sich. Er wird von einem Unbekannten in die Schulter geschossen, der ihn dann durchsucht, aber nicht das findet, was er sucht. Als Ed Garry erscheint, reitet der Mann davon. Garry bringt Masters nach Tumult zu Doc Vinson. Doc ist nicht nur Arzt, er ist zudem Musiklehrer, Immobilienmakler, Unternehmer, Tierarzt, Notar und Landvermesser. Gerade begleitet er seine singende Nichte Janet Masters am Klavier.
Bevor es zum Arzt geht, nehmen Masters und Garry einen Drink in einem Saloon. Dort gibt Masters Garry die Karte, die er in seinem Hut versteckt hatte. Der Unbekannte ist ihnen gefolgt und schießt nun Masters durch ein Fenster nieder und schlägt Garry k.o. Wieder durchsucht er Masters, erneut erfolglos. Als Garry zu sich kommt, ist Joel Benton, Tumult mächtigster Mann, anwesend. Draußen vor dem Fenster, durch das Masters erschossen wurde, findet Garry den markanten Abdruck eines Gewehrkolbens. Dennoch wird er von Sheriff Lance, Janet und ihrem Cousin Bill für Harleys Mörder gehalten.
Garry erzählt Benton, dass er wegen der gesuchten Verbrecher Colt Redwood und Jed Northey nach Tumult gekommen sei. In seinem Hotelzimmer wird er von Janet erwartet, die eine Pistole auf ihn richtet. Sie glaubt, ihr Onkel habe Garry eine Nachricht für sie gegeben. Garry kann ihr die Waffe aus der Hand schlagen, doch schon kommt Bill ins Zimmer gestürmt. Bill und Janet ziehen jedoch kurz darauf unverrichteter Dinge ab. Garry schaut sich die Karte, die ihm Masters gab, genauer an.
Am nächsten Morgen lernt Garry Claire Benton kennen, der das Hotel gehört. Sie ist Joels Schwester. Der will von Garry wissen, ob ihm Masters etwas anvertraut habe. Dann stellt er ihm Eli Cressett vor. Garry hält ihn für den Outlaw Redwood. Es kommt zwischen beiden zum Kampf, den Garry gewinnt. Benton bietet Garry die Stelle des Sheriffs an, doch Garry gibt sich als Deputy Marshal zu erkennen und nimmt Cressett fest. Doc Vinson gibt Garry die Kugel, die Masters getötet hat. Dann sucht Garry Sheriff Lance auf, der sich gerade von einer Schussverletzung erholt. Der Sheriff teilt ihm seinen Verdacht mit, Benton sei Northey. In der Zwischenzeit kann Cressett aus seiner Zelle ausbrechen. Gerade als Garry das Haus des Sheriffs verlässt, sieht er den vorbereitenden Cressett und nimmt ihn erneut fest. Er übergibt den Flüchtigen dem Sheriff und reitet zu Doc Vinson, mit dem er Masters Karte studiert. Vinson erklärt, dass die Karte die Führung der neuen Eisenbahntrasse zeige. Jeder, der die Streckenführung kenne, könne sich günstig Land beschaffen und die Wegerechte mit hohem Gewinn an die Eisenbahngesellschaft verkaufen. Laut der Karte führt die Eisenbahn durch Janets Grundbesitz. 
Garry sucht den Rancher Leo Hanald auf, der aussagt, dass Janets Vater seine Rinder auf besseres Weideland treibe, das nicht ihm gehört. Auf Janets Ranch begegnet er Claire, die ihm heimlich die Karte stiehlt. Als Janet auftaucht verweist sie beide von ihrem Besitz. Kurz darauf sieht Garry, wir Kyle Freeling Janets Rinder fortführt. Doch bevor er etwas sagen kann, wird er von einem Heckenschützen erschossen. Garry nimmt Janet in Schutzhaft. Auf dem Weg in die Stadt können sie einer Felslawine ausweichen. Garry erfährt, dass Bill die Ranch übernimmt, sollte Janet etwas passieren. 
Als Garry und Janet das Haus des Sheriffs erreichen, informiert Doc Vinson sie, dass Lance erschossen und Cressett befreit wurde. Garry findet das Gewehr, das zu dem Kolbenabdruck vor dem Hotelfenster passt. Er telegrafiert die Seriennummer an die Herstellerfirma, um den Besitzer zu ermitteln. Zur gleichen Zeit trifft sich Cressett mit Bill Masters. Sie beschließen, Benton zu töten.
Garry hat den Namen des Besitzers erfahren und reitet zur Benton-Ranch. Er begegnet Claire und verlangt die Herausgabe der Karte, doch Claire läuft weg. Als Benton auf den Hof reitet, versteckt sich Garry. Kurz darauf kommt auch Cressett an und erzählt Benton von Masters Plan. Er fordert Benton auf, ihm ein besseres Angebot zu machen. Auch Bill erscheint mit der Absicht, nicht nur Benton, sondern auch Cressett zu töten. Garry kommt mit gezogenen Waffen aus seinem Versteck und schießt Bill nieder. Er entwaffnet Benton und Cressett, als Claire zurückkommt, ihr Gewehr hebt und Benton und Cressett auffordert, etwas Geld aus dem Safe zu nehmen und zu verschwinden. Dann übergibt sie Garry die Karte. Cressett kann eine Pistole greifen und Claire in die Schulter schießen. Garry erschießt Cressett und befiehlt Benton, Claire zum Arzt zu bringen. 
Doc Vinson, nun als Friedensrichter tätig, vermählt Garry und Janet.

## Produktion

### Hintergrund
Gedreht wurde der Film von Anfang bis Mitte Juli 1949 auf der Iverson Movie Ranch in Chatsworth sowie in den Universal-Studios in Universal City.
Laut dem Vorspann filmte Carl Berger mit der Garutso Balanced Lens, die einen 3D-Effekt hervorruft.

### Stab
Martin Obzina war der Art Director. Mac Dalgleish und Frank McWhorter waren für den Ton verantwortlich.

## Veröffentlichung
Die Premiere des Films fand am 28. Oktober 1949 statt. In der Bundesrepublik Deutschland kam er am 22. Juni 1951 in die Kinos.

## Kritiken
Das Lexikon des internationalen Films schrieb: „Serien-Western mit vielen Leichen, aber wenig Einfallsreichtum.“
Der Kritiker des TV Guide sah einen redseligen Western, dessen Action vorhersehbar sei.